# Staurothele clopima
Staurothele clopima är en lavart som först beskrevs av Göran Wahlenberg, och fick sitt nu gällande namn av Theodor 'Thore' Magnus Fries. Staurothele clopima ingår i släktet Staurothele och familjen Verrucariaceae.   Inga underarter finns listade i Catalogue of Life.